# Listerióza ptáků
Listerióza představuje poměrně vzácné bakteriální onemocnění ptáků (drůbež, kanáři a papoušci), které se projevuje septikémií nebo jako lokalizovaný zánět mozku (encefalitida). Závažnost této infekce u ptáků spočívá zejména v možnosti jejího přenosu na člověka (profesní nebo alimentární infekce, zoonóza).

## Příčina nemoci (etiologie)
Původcem onemocnění je intracelulární bakterie Listeria monocytogenes. Jsou to nesporulující, pohyblivé, grampozitivní tyčky velikosti 0,5-2,0 µm; v otiskových preparátech se často nacházejí palisádovitě uspořádané. Roste aerobně na suplementovaném tryptózovém agaru, při teplotě 37 °C; je kataláza pozitivní. Na základě somatických a flagelárních antigenů se rozlišuje několik sérotypů. Výskyt v přírodě je všeobecný; listerie mají schopnost ve vnějším prostředí dlouhodobě přežívat.

## Vznik a šíření nemoci (epizootologie)
Listerie se vyskytují se jako saprofyté a epifyté sliznic trávicího traktu živočichů, v půdě, vodě a na rostlinách; patogenní kmeny mohou vyvolávají onemocnění. Mladí ptáci jsou vnímavější v porovnání s dospělými. K přenosu infekce dochází horizontálně (kontaminovanými nosními sekrety, trusem a půdou) alimentární nebo aerogenní cestou, případně kontaminací ran. Hrabavá drůbež je relativně rezistentní k přirozené infekci. Bacilonosiči mohou být možným zdrojem infekce pro jiné ptáky i savce. Chladné a vlhké prostředí představuje predispoziční faktor pro vznik onemocnění (zvýšení vlhkosti podestýlky).

## Projevy nemoci (symptomatologie)
Inkubační doba u krůt je 16 hodin až 52 dní; u většiny ptáků ale není přesně známa.

### Klinika
Průběh nemoci je většinou subklinický, ale někdy může nemoc probíhat septikemicky nebo i chronicky. Pozorují se netečnost, průjem a celkové poruchy zdravotního stavu. Při chronickém průběhu (encefalitická forma) spíše převládají příznaky postižení CNS (otupělost, ataxie, zkroucení nebo zvrácení krku a hlavy, částečné až úplné ochrnutí).

## Diagnostika
Diagnóza listeriózy se stanovuje na základě anamnézy, klinického, patologického a mikroskopického vyšetření, včetně otiskových preparátů změněných tkání. Rozhodující je ale izolace a identifikace příčinného agens.

Diferenciální diagnostika. Za podobných příznaků může probíhat kolibacilóza, pasteurelóza, červenka a Newcastleská nemoc.

## Terapie a prevence
Při akutní a subklinické formě se doporučují vysoké hladiny tetracyklinů, při chronické formě jsou neúčinné; velmi často se zjišťuje rezistence k antibiotikům. Prevence závisí na identifikaci a eliminaci zdrojů infekce, sanitaci a dezinfekci prostředí a medikaci krmiva antibiotiky. 